# Xavier Franquesa i Llopart
Xavier Franquesa (Barcelona, 1947) és un pintor, professor de teoria de l'art català. Fou un dels membres del Grup de Treball, (1973-1975), que va reivindicar la funció social de l'art mitjançant l'acció creativa. Com a pintor va iniciar-se en la pintura minimalista per passar després per una aproximació a l'art conceptual a finals dels 70 i figurativa ja en els 80. Actualment és catedràtic de dibuix a la Universitat de Barcelona. Ha publicat diversos articles sobre crítica d'art a La Vanguardia.
És considerat com un dels artistes catalans que amb més capacitat crítica s'enfronten als gèneres pictòrics tradicionals, tractant-los des d'una visió plenament contemporània i des d'una gran capacitat de transmissió sensorial, tot partint del minimalisme de Barnett Newman. Hi ha obra seva a diverses col·leccions destacades, com la Fundació la Caixa, el Museu de Vitòria i el Museu Reina Sofia.

## Exposicions destacades
- 1978 - Xavier Franquesa, Espai 10, Fundació Joan Miró
- 1989 - IX Biennal Internacional d'Istanbul
- 2000 - Xavier Franquesa 1990-1999. Centre d'Art Santa Mònica, del 10 de febrer al 26 de març de 2000[4]